# Урсати, Семён Иванович
Семён Иванович Урсати (ок. 1847 — после 1917) — управляющий казёнными палатами в Рязани и Москве; тайный советник.

## Биография
Происходил из дворян (герб рода дворян Урсати внесен в Часть 16 Общего гербовника дворянских родов Всероссийской империи. — С. 45). Родился в Херсонской губернии. Учился в Медицинско-хирургической академии. В 1869 году вместе с Ралли принимал деятельное участие в петербургском студенческом движении, в результате чего 15 марта был арестован и заключён в Петропавловскую крепость; 28 марта был выслан под надзор на родину, в Ананьевский уезд Херсонской губернии. В декабре 1869 года получил разрешение жить в Николаеве. В январе 1871 года освобождён от надзора и получил право повсеместного жительства, кроме столиц и столичной губернии, а в июле 1872 года ему было разрешено окончить образование за границей. В 1874 году находился в Женеве, затем переехал в Цюрих.
7 мая 1880 года был направлен в Главное управление по делам печати Российской империи; с 19 апреля 1882 года исполнял должность чиновника особых поручений. С 30 мая 1886 года — управляющий Рязанской казённой палатой.
До 1896 года был председателем Рязанской губернской учёной архивной комиссии; с 3 февраля 1896 года — почётный член.
В 1897 году статский советник С. И. Урсати — управляющий Московской казённой палаты; 18 апреля 1899 года был произведён в действительные статские советники; имел награды: денежные в разные времена и ордена Св. Анны 3-й степени (1879) и Св. Владимира 4-й степени (1892)
В 1915 году жил в Петрограде с женой Татьяной Николаевной и сыном Николаем на Б. Московской, д. 13, кв. 6. Дочь, Анна Семёновна (1893—?), с 30 апреля 1917 года была замужем за Владимиром Владимировичем Лагранжем (11.01.1894 — 1937). Имеется также запись о крещении 4 августа 1885 года его дочери Елены.